# تشكيل المعركة في الغزو الروسي لأوكرانيا 2022
هذا هو تشكيل المعركة في الغزو الروسي لأوكرانيا 2022.

## القوات الروسية وحلفائها
روسيا (الرئيس فلاديمير بوتين)
- وزارة الدفاع (جنرال الجيش سيرغي شويغو)
  -  القوات المسلحة للاتحاد الروسي (جنرال الجيش فاليري غيراسيموف)
    -  القوات البرية الروسية (جنرال الجيش أوليج ساليوكوف)
      - اللواء 74 بنادق الحرس الآلي (اللواء فريد بلالييف ) [1]
      - اللواء 200 بندقية الحرس الآلي [2]
      - جيش دبابات الحرس الأول (الفريق سيرجي كيسيل) [3]
        - فرقة حرس الدبابات الرابعة (اللواء فلاديمير زافادسكي)
          - الفوج 423 بنادق الحرس الآلي [4]

      - فيلق الجيش الثاني والعشرون

    -  البحرية الروسية (الأدميرال نيكولاي يفمينوف)
      - أسطول البحر الأسود (الأدميرال إيغور أوسيبوف)
        - الطراد موسكفا [5]
        - زورق الدورية فاسيلي بيكوف [5]

      - الأسطول الشمالي [2]
        - سفينة الإنزال أولينيجورسكي جورنجاك [5]
        - سفينة الإنزال جورجي بوبيدونوسيك [5]
        - سفينة الإنزال بيوتر مورغونوف [5]

      -  مشاة البحرية الروسية
        - اللواء 61 مشاة بحري [5]

    -  القوات الجوفضائية الروسية (جنرال الجيش سيرجي سوروفكين)
      -  القوات الجوية الروسية (الفريق سيرجي درونوف)

    -  قوات الإنزال الجوي الروسية (العقيد أندريه سيرديوكوف) [6]
      - لواء الحرس 45 سبيتسناز
      - اللواء 11 هجوم جوي [7]
      - اللواء 31 هجوم جوي [8]
      - فرقة الحرس السابعة هجوم جوي جبلي [9]

    -  قوات العمليات الخاصة [10]
- الحرس الوطني الروسي [11]
- وزارة الداخلية (وزير الداخلية فلاديمير كولوكولتسيف)
  -  شرطة روسيا
- جمهورية الشيشان
  - قاديروفتسي [12][13]

 جمهورية دونيتسك الشعبية
- ميليشيا دونباس الشعبية

 جمهورية لوغانسك الشعبية
- ميليشيا دونباس الشعبية

## القوات الأوكرانية وحلفائها
أوكرانيا (الرئيس فولوديمير زيلينسكي)
- وزارة الدفاع (وزير الدفاع ألكسي ريزنيكوف)
  -  القوات المسلحة الأوكرانية (الفريق فاليري زالوجني)
    -  القوات البرية الأوكرانية (اللواء أولكسندر سيرسكي)
      - اللواء 93 ميكانيك (العقيد فلاديسلاف كلوشكوف) [14]
      - اللواء 57 مشاة آلي [15]
      - اللواء 1 دبابات [16]

    -  الحرس الوطني الأوكراني (اللواء يوري لبيد)
      - اللواء 4 رد سريع [17]
      -  كتيبة آزوف [18]

    -  البحرية الأوكرانية (الأدميرال أوليكسي نيزبابا)
    -  القوات الجوية الأوكرانية (اللواء سيرهي دروزدوف)
    -  قوات الهجوم الجوي الأوكرانية
      - اللواء 79 هجوم جوي [19]

    - ميليشيا مواطني أوكرانيا [20]
- خدمة حرس الحدود الأوكرانية [21]
- وزارة الداخلية (وزير الداخلية دنيس موناستيرسكي)
  -  الشرطة الوطنية لأوكرانيا [22]

وحدات المتطوعين الأجانب
- الفيلق الجورجي[23]
- كتيبة جوهر دوداييف[24]